# Yokosuka B4Y
Yokosuka B4Y (яп. 九六式艦上攻撃機 Кю:-року-сики кандзё: ко:гэкики, «Палубный штурмовик модель 96») — палубный торпедоносец Японии.

## Создание
Палубный торпедоносец «тип 92», по результатам опытов оказался ненадёжным. Морской штаб подготовил спецификации 9-Си. Их направили фирмам: Mitsubishi, Nakajima и 1-у морскому авиационно-техническому арсеналу.
Проектом арсенала занялся Санаэ Кавасаки. Когда самолёт был построен, стало видно, что Кавасаки брал за основу строения самолёта другой самолёт — Kawanishi E7K1. На спроектированном самолёте стоял двигатель жидкостного охлаждения Хиро «тип 91» мощностью 600лс.
Самолёт взлетел к концу 1935 года. В течение 1936 года было выпущено ещё четыре опытных образца. Их испытывали вместе с Mitsubishi Ka-12 и Nakajima В4N1, чтобы выявить лучший образец.
В результате испытаний оказалось, что B4Y превосходит своих конкурентов. В ноябре 1936-го было налажено серийное производство этого самолёта. Этим занялись сразу три конкурирующие фирмы. Самолёт получил обозначение «палубный торпедоносец морской тип 96».

## Использование
Было создано 205 B4Y (включая опытные). Их использовали как палубные торпедоносцы до 1940 года (поэтому они успели поучаствовать в боевых действиях против Китая). После 1940 года самолёты использовались лишь в качестве учебных.

## Тактико-технические характеристики
Источник данных: http://www.airwar.ru/enc/bww2/b4y.html

Технические характеристики
- Экипаж: 3 человека
- Длина: 10.15 м
- Высота: 4.36 м
- Масса пустого: 2000 кг
- Нормальная взлётная масса: 3600 кг

Лётные характеристики
- Максимальная скорость: 278 км/ч
- Практическая дальность: 1580 км
- Практический потолок: 6000 м

Вооружение
- Стрелково-пушечное:  
  - 1 × 7,7-мм пулемет Тип-92.
- Бомбы: до 500 кг бомб или 800 кг торпеда